# Pierre Toubert
Pierre Toubert (Algeri, 29 novembre 1932 – Parigi, 5 giugno 2025) è stato un medievista francese.

## Biografia
Alunno della École Normale Supérieure (1952), divenne professore di storia (1958) e membro della Scuola Francese di Roma (1958-1961). 
Prima di entrare come assistente alla Sorbona, nel 1962 collaborò presso il Centro Nazionale della Ricerca Scientifica di Roma. Nel 1964 ricevette l'incarico di dirigere gli studi presso la quarta sezione della École pratique des hautes études (EPHE).
Nel 1973 svolse la tesi di dottorato dal titolo Les structures du Latium médiéval, due volumi descriventi le ricerche di storia sul territorio del medioevo nell'Italia centrale, più specificatamente il Lazio meridionale e la Sabina, concentrando gli studi in una finestra temporale nell'arco di tre secoli: dal IX secolo alla fine del XII. Egli descrisse il fenomeno dell'incastellamento, analizzando nello specifico la progressiva trasformazione dall'insediamento sparso a villaggi fortificati.
Tra il 1973 e il 1975 fu docente di storia medievale nelle scuole, e nel 1976 divenne professore universitario alla Sorbona. Dal 1992-2003 fu professore di storia del Mediterraneo occidentale nel Medioevo al Collège de France.
Il contributo alla ricerca di Pierre Toubert si concentrò principalmente sull'organizzazione degli insediamenti e della società medievale in Italia dal Medioevo al secolo XIV. Fu anche un membro della Académie des Inscriptions et Belles-Lettres dal 1986.

## L'incastellamento laziale
L'incastellamento laziale divenne un tipo ideale non per volontà di Pierre Toubert ma per come fu recepito dagli studiosi. Infatti Toubert parla di complessità, non di semplificazione: non esiste il castello-monade, ma una rete di castelli adeguati alle esigenze territoriali. Se si è attribuito all'opera di Toubert un valore modellizzante superiore al vero, il motivo è da ricercarsi nel valore di scoperta del concetto stesso di incastellamento che tiene conto di certi elementi come la curtis, pieve, coltura della seta e vita quotidiana.
Per uno studioso come Toubert la scelta del Lazio è particolarmente felice in quanto la Riforma ecclesiale incise nella vita quotidiana e nelle strutture politiche. Per esempio nei secoli XII e XIII la monarchia papale costruì uno stato fondandosi sulle istituzioni feudali del precedente incastellamento tanto che i castellani, da fedeli dell'abbazia di Farfa o Subiaco diventarono fedeli di Santa romana chiesa rinunciando a parte della loro autonomia per il nuovo inquadramento.
In conclusione si può considerare che Toubert è uno storico del dinamismo delle strutture.

## Impatto sulla storiografia
Pierre Toubert aumentò le conoscenze dal VIII al XIII secolo sottolineando le differenze dei suoi risultati rispetto alle idee prevalenti fino al 1950 e di conseguenza stimolando altre ricerche regionali. Egli iniziò a lavorare alla fine degli anni Sessanta tenendo conto dei due climi storiografici: quello europeo e quello specificatamente italiano.
La medievistica europea tendeva ad attribuire la primogenitura di ogni processo di incastellamento alla dominazione franca nella regione tra Loira e Reno ed è proprio come reazione a questa egemonia settentrionale che negli anni Settanta vi sono stati congressi fondamentali sul fedaulesimo mediterraneo; ma Toubert ci esorta a non immaginare due europe piuttosto che una, bensì a variegare il quadro dell'incastellamento, a comprendere in modo dinamico quelle strutture che sono in costante evoluzione.
Toubert è attento alla gradualità e all'asimmetria dei vari processi di trasformazione e questo non permette di collocarlo tra gli storici mutazionistici che parlano di passaggi netti. Infatti Toubert parla di incastellamento fra i secoli X e XI, sviluppo curtense fra VIII e X e costruzione di stato pontificio fra XII e XIII secolo.
Sul fronte Italiano egli è entrato in contatto negli anni Sessanta con una medievistica in piena evoluzione (Tabacco, Violante, Conti si aprono agli interessanti stimoli francesi e tedeschi).
Jacques Le Goff fece una riflessione sulle prospettive teoriche di una storia totale del medioevo. Già nel 1977 era parso che l'avvento di una storia totale del medioevo doveva subordinarsi in primis alla scomparsa di frontiere interne fra le sottodiscipline della storia come quella del diritto, letteratura e dell'arte e in secundis all'apertura delle barriere tra la medievistica e le altre scienze sociali.
La storia, se aspira ad essere totale, deve ricostruire le strutture e queste ultime devono essere coordinate ed interagenti. Insomma, la storia totale ha come oggetto la comprensione dei legami esistenti in un certo momento fra tutte le componenti strutturali di una società. Come dice Marc Bloch nella sua Apologia della storia, il profilo ideale dello storico sta in questo desiderio di totalità: lo storico è l'orco delle fiabe per il suo smisurato appetito di oggetti storici, per una ricerca documentaria senza limiti. Egli usa le fonti scritte più classiche, le testimonianze iconografiche, la toponimia, il folklore, i catasti fino alle scienze più moderne. Oggi lo storico è spinto a rendersi conto in modo sempre più vivo della struttura (com'è fatto) del documento a sua disposizione.
Secondo la posizione neo-positivista il documento è inerte ed innocente. Invece Le Goff parla di monumento/documento, cioè di una struttura già esistente nel documento che va smontato. Inoltre Le Goff asseriva che il documento è il risultato di un montaggio della storia e del momento, eseguito dalla società che lo ha prodotto e dai periodi successivi durante i quali ha continuato a vivere. Un esempio di monumento/documento sono i cartulari le quali pone delle domande: quali documentari sono stati scelti o scartati, in quale ordine sono state fatte le trascrizioni, come il copista ha rimaneggiato forma e contenuto e qual è la struttura complessiva.